# Little Pine River (Tasmanien)
Der Little Pine River ist ein Fluss im Zentrum des australischen Bundesstaates Tasmanien.

## Geografie

### Flusslauf
Der rund 33 Kilometer lange Little Pine River entspringt an den Westhängen des Clarks Timber, eines Berges im Westteil der Central Plateau Conservation Area. Von dort fließt er zunächst nach Südosten bis zur Little Pine Lagoon direkt am Marlborough Highway (B11). Den See verlässt er an dessen Südwestende und fließt nach Südwesten entlang des Highways bis zu seiner Mündung in den Pine River, etwa zwei Kilometer nördlich der Pine Tier Lagoon.

### Durchflossene Seen
Er durchfließt die folgenden Seen:
- Little Pine Lagoon – 1.011 m